# Sofi Almquists samskola
Sofi Almquists samskola (även Almquistska samskolan) var 1892–1936 en samskola i Stockholm som räknades som en av Sveriges främsta reformpedagogiska skolor.
Skolan grundades av reformpedagogen Sofi Almquist 1886. Undervisningen var till en början förlagt till hemmet på Artillerigatan 8, men först höstterminen 1892 grundades hennes skola officiellt och hyrde lokaler i Brummerska skolan vid Johannesgatan 18. Den viktigaste punkten i pedagogiken var att pojkar och flickor undervisades tillsammans, en så kallad samskola.Undervisningen var individualiserad. Handarbete, slöjd och kroppsarbete fick mycket utrymme. Skoldagarna var korta och klasserna omfattade högst 20 elever. Det grundläggande främmande språket var engelska. 1904 flyttade man till ett nyuppfört skolhus på Nybrogatan 19 ritat av Konrad Elméus. 
Skolan var organiserad efter mönstret för flickskolor, med tre förberedande klasser och åtta elementarklasser. 1904 kunde man även avlägga studentexamen och från 1906 fick skolan dimissionsrätt  och 1910 normalskolekompetens. 
Skolan lades ned 1936.